# Vuohisaari (ö i Norra Savolax, Nordöstra Savolax, lat 63,14, long 28,40)
Vuohisaari är en ö i Finland. Den ligger i sjön Vuotjärvi och i kommunen Kuopio (tidigare Juankoski) i den ekonomiska regionen  Nordöstra Savolax ekonomiska region  och landskapet Norra Savolax, i den centrala delen av landet, 400 km nordost om huvudstaden Helsingfors. Öns area är 3,1 hektar och dess största längd är 290 meter i sydöst-nordvästlig riktning.